# Hans-Jürgen Lex
Hans-Jürgen Lex (* 29. Dezember 1946 in Frauenthal (Erftstadt); † 15. Februar 2019 in Bergheim) war ein deutscher Fußballspieler. In der Saison 1970/71 hat er für den 1. FC Köln in der Fußball-Bundesliga sechs Ligaspiele unter Trainer Ernst Ocwirk absolviert und kam auch im DFB-Pokal sowie im Messestädtepokal zum Einsatz.

## Laufbahn

### Jugend und 1. FC Köln, bis 1971
Lex stammt aus Köttingen, dem heutigen Stadtteil von Erftstadt im Rhein-Erft-Kreis vor den Toren Kölns. Die ersten Erfahrungen mit dem Fußball erfuhr er auf der Straße und im Schulfußball. Bereits 1952 ging er dem geregelten Spiel in der Jugend von SSV Köttingen 1923 nach, wo er häufig auf Rechtsaußen stürmte. Über die Kreis- spielte er sich in die Mittelrheinauswahl. Dort lernte er seinen späteren Freund Heinz Flohe aus Euskirchen kennen. Noch vor dem 18. Geburtstag wurde der zweikampfstarke Rechtsfuß in die erste Mannschaft von Köttingen übernommen. Mit seinem Heimatverein erlebte er 1966 den Aufstieg in die Bezirksklasse und 1967 den in die Landesliga Mittelrhein Staffel 2. Dabei fiel er mit seinen Leistungen dem damaligen FC-Amateurtrainer Georg Stollenwerk positiv auf und nach einem Probetraining gehörte er ab der Saison 1968/69 den FC-Amateuren in der Verbandsliga Mittelrhein an.
Nach zwei überzeugenden Runden mit den FC-Amateuren in der Verbandsliga Mittelrhein wurde er zu Beginn der Saison 1970/71 vom neuen Trainer Ocwirk zum Trainingsbetrieb der Bundesligamannschaft einbestellt. Sein Debüt bei den Profis gab der Amateurfußballer am 15. September 1970 beim klaren 5:1-Heimsieg im Messestädtecup gegen CS Sedan. Lex wurde in der 74. Minute für Hannes Löhr eingewechselt und erzielte in der 84. Minute den Treffer zum 5:1-Endstand. Acht Tage später, am 23. September debütierte der Angreifer auch in der Bundesliga. Bei einer 0:2-Auswärtsniederlage bei Rot-Weiss Essen wurde er in der 50. Minute wiederum für Linksaußen Löhr eingewechselt. Im DFB-Pokalhalbfinale wurde er am 12. Mai 1971 bei einem 3:2-Auswärtserfolg gegen FC Schalke 04 in der 38. Minute für  Rechtsaußen Thomas Parits eingewechselt, wurde aber im Finalspiel am 19. Juni gegen Bayern München nicht zum Einsatz gebracht. Mit einer denkwürdigen 0:7-Auswärtspleite am 15. Mai 1971 beim FC Bayern München beendete er seine Pflichtspieleinsätze für den 1. FC Köln. Er stürmte in München in den ersten 45 Minuten (0:2) auf Rechtsaußen und wurde in der zweiten Halbzeit von Bernhard Cullmann ersetzt. Aber dies blieb ohne spürbare Verbesserung der desolaten Kölner Vorstellung.
Lex gehörte auch dem Spielerkader der Auslandstouren 1970 nach Israel und 1971 nach Südamerika an.

### SC Viktoria Köln und Ausklang in Bergheim
Insgesamt bestritt der Mittelfeldspieler und Stürmer in der Saison 1970/71 beim 1. FC Köln unter dem damaligen Trainer Ernst Ocwirk zwölf Pflichtspiele, in denen ihm ein Tor gelang. Nach Ablauf dieser Saison verließ er die Kölner Geißböcke wieder und schloss sich dem Regionalligisten SC Viktoria Köln an. Mit der Viktoria stieg er in den Amateurbereich ab. Die Runde begann unter Trainer Coşkun Taş und endete unter Hans Neuschäfer. Lex versuchte vergeblich in 27 Rundeneinsätzen (3 Tore) an der Seite von Mitspielern wie Karl-Heinz Mödrath, Siegfried Rösen, Friedhelm Otters, Rainer Laskowsky, Manfred Classen und Norbert Lücke den Abstieg zu verhindern. 
Drei Jahre blieb Lex auf der rechten Rheinseite, spielte mit der Viktoria auch in der Oberliga Mittelrhein und wechselte 1974 zum SC Brühl 06/45. Hier wurde er von FC-Legende Fritz Pott trainiert, mit dem er lange Jahre eng befreundet war. Letzte Station im Amateurfußball der Kölner Peripherie war 1979 bis 1981 die Spielvereinigung Frechen 1920. Später wurde Jürgen Lex Mitglied bei Jugend 07 Bergheim. Dort ließ er seine Aktivenkarriere ausklingen und engagierte sich die folgenden Jahrzehnte auch nach der Fusion zum FC Bergheim 2000 im Verein.

## Vereine
- 1970 bis 1971: 1. FC Köln
- 1971 bis 1972: SC Viktoria Köln

## Statistik
- 1. Bundesliga
6 Spiele 1. FC Köln

- DFB-Pokal
2 Spiele 1. FC Köln

- UEFA-Pokal
4 Spiele; 1 Tor 1. FC Köln

## Erfolge
- 1971 DFB-Pokal-Finale